# Steins;Gate
《Steins;Gate》(シュタインズ・ゲート, 슈타인즈 게이트)는 2009년 10월 15일에 엑스박스 360 플랫폼 기반으로 발매된 일본의 게임이다. 5pb.에서 제작하였으며, 배급은 니트로플러스에서 담당하였다. 윈도우 버전은 2010년 8월 26일 발매되었으며, PSP 버전은 2011년 6월 23일에 발매되었다.
PlayStation 4/PlayStation 3/PlayStation Vita용 β세계선 속편으로 《Steins;Gate 0》가 2015년 12월 10일에 출시되었다.

## 개요
《카오스;헤드》에서 이어지는 5pb.와 니트로플러스의 2번째 합동 기획이다. ‘슈타인’의 명칭은 물리학자인 알베르트 아인슈타인에서 따온 것이며, 상대성 이론 등의 물리학적 요소가 스토리 구조 내에 포함되어 있다.
《카오스;헤드》와 같은 세계관을 지니며, 전작의 등장 인물의 소식이 잠깐 나온다. 무대는 시부야에서 아키하바라로 바뀌었으며, 시간적 배경은 전작의 1년 후이다. 현재 5pb.와 Nitro+의 제3차 합동 계획으로 《Robotics;Notes》를 제작했다.
2010년 7월 25일, 원더 페스티벌과 시쿠라 치요마루의 트위터를 통해 애니메이션화 계획이 발표되었다. 또한 2011년 6월에는 PSP 버전이 카도카와 쇼텐을 통해 발매되었으며, PSP 버전을 위한 새로운 오프닝·엔딩 테마 곡이 수록 되었다. 같은 해 6월 16일에는 엑스박스 360 버전으로 팬디스크 《Steins;Gate 비익연리의 달링》(Steins;Gate 比翼恋理のだーりん)이 발매되었다.
“이 작품을 만약 PC-88에서 재현하면 어떻게 될까”라는 컨셉으로, 8비트 PC의 느낌을 내기 위한 8색 그래픽과 FM 음원의 배경 음악, 신규 시나리오, 영단어 명령어 입력 시스템 등으로 구성된 《슈타인즈 게이트:변이공간의 옥텟》이 개발되었다.

## 진행
등장인물의 휴대 전화를 어떻게 사용하느냐에 따라 스토리가 구별된다. 총 6가지 루트로 구별되어 있으며, 이 중 하나는 트루 엔드이다.
- Prologue - 시작과 끝의 프롤로그
- Chapter 01 - 시간 도약의 패러노이아(時間跳躍のパラノイア)
- Chapter 02 - 공리 방황의 랑데부(空理彷徨のランデヴー)
- Chapter 03 - 나비 날개의 다이버전스(蝶翼のダイバージェンス)
- Chapter 04 - 몽환의 호메오스테이시스(夢幻のホメオスタシス)
- Chapter 05 - 시공 경계의 도그마(時空境界のドグマ)
- Chapter 06 - 형이상의 네크로시스(形而上のネクローシス)
  - 아마네 스즈하 엔딩 - 불가역의 리부트(不可逆のリブート)
- Chapter 07 - 허상 왜곡의 컴플렉스(虚像歪曲のコンプレックス)
  - 페리스 냥냥 엔딩 - 분리 상실의 자메뷔(分離喪失のジャメヴュ)
- Chapter 08 - 자기 상사의 안드로지너스(自己相似のアンドロギュノス)
  - 우루시바라 루카 엔딩 - 배덕과 재생의 링크(背徳と再生のリンク)
- Chapter 09 - 무한 연쇄의 아포토시스(無限連鎖のアポトーシス)
- Chapter 10A - 투명의 스타더스트(透明のスターダスト)
  - 시이나 마유리 엔딩 - 투명의 스타더스트
- Chapter 10B - 인과율의 멜트(因果律のメルト)
  - 마키세 크리스 엔딩 - 인과율의 멜트
- Chapter 11 - 경계면 상의 슈타인즈 게이트(境界面上のシュタインズゲート)
  - 트루 엔딩 - 경계면 상의 슈타인즈 게이트

## 등장인물
- 본명: 오카베 린타로 가명: 호오인 쿄우마 (성우: 미야노 마모루)

18세. 도쿄전기대 1학년생. 언제나 백의를 입고 스스로를 광기의 미친 과학자라 자칭하며 뒤숭숭한 말들을 입버릇처럼 내뱉는 청년.
하지만 대부분은 오카베의 뇌내 설정으로, 이른바 심각한 '중2병'이다.
아키하바라에 '미래 가제트 연구소'라는 서클을 설립 후, 용도불명의 발명품들을 만들어 내고 있다.
그 독특하고 직설적인 말투와 행동으로 주변으로부터 호감을 살 만한 성격은 아니지만, 실은 선량한 사람으로 연구소의 동료들을 소중하게 여기고 있다.
자주 사용하는 대사는 'El Psy Congre(엘 프사이 콩그르)'인데 사실은 아무 내용 없는 문장, 단지 발음하기 편하게 이어 붙인거라고 오카베 본인이 말한다.
스스로 붙인 또 하나 이름은 '호우인 쿄우마'. 그러나 다루나 마유리에겐 '오카린' 이라고 불리고 있다.
연구소 멤버 넘버 001
- 시이나 마유리 (성우: 하나자와 카나)

16세. 고등학교 2학년생으로 오카베와는 소꿉친구. 애칭은 '마유시'.
항상 방긋방긋 웃고 있는 표정으로 인사를 걸어올 땐 항상 '뚯뚜루~'라고 외치는 천연계 마이페이스 소녀.
언제라도, 때와 장소를 가리지 않고 갑자기 하늘을 향해 손을 뻗어 올리는 버릇이 있다.(오카베 린타로는 "스타더스트 쉐이크 핸드"라고 부른다.)
순수하고 해맑은 성격으로 사교성도 좋아서 누구와도 빠르게 친해지곤 한다. 취미는 코스프레 의상 만들기(입지는 않기 때문에 만들고 있다고 한다.).
자칭 오카베의 '인질'이다.
연구소 멤버 넘버 002
- 하시다 이타루 별명: 슈퍼 해커 (성우: 세키 토모카즈)

19세. 도쿄전기대학 1학년생. 오카베와는 고교시절 부터의 친구이다.
PC 관련 쪽이 특기로, 특히 프로그래밍이나 해킹기술에 있어서는 상당한 실력을 가지고 있는 이른바 '슈퍼 해커'.
페이리스의 열혈팬으로 언제나 '메이퀸 냥냥'에 다니고 있다.
연구소 멤버 넘버 003
- 마키세 크리스 별명: 크리스티나 (성우: 이마이 아사미)

18세. 어린 나이에 대학을 졸업하고, 미국의 유명 과학잡지에 논문을 실을 정도의 천재 소녀.
얼핏 보기에는 쿨한 성격으로만 보이지만 흥미를 가진 일에는 무모할 정도로 달려든다.
어떠한 상황에서도 냉정을 잃지 않고 상황을 판단하는 능력을 가진 반면에 인간 관계에 있어선 솔직하지 못하고 의외의 유약한 측면을 보여줄 때도 많다.
오카베에게는 '조수', '크리스티나'등의 별명으로 불리고 있는 중. 물론 본인은 끝까지 인정하지 않는다.
연구소 멤버 넘버 004
- 키류 모에카 별명: 샤이닝 핑거 (성우: 고토 사오리)

20세. 편집 프로덕션 '아크 리라이트'에서 일하고 있는 여성.
중증의 휴대전화 의존증으로 언제나 휴대전화를 만지작 거리고 있다.
말수는 극도로 적으나, 문자 메시지 안에서는 꽤나 활달.
문자 메시지 입력속도도 경이적으로 빠르기에 오카베로부터 '섬광의 지압사-샤이닝 핑거' 로 불리고 있다.
IBN5100 라고 하는 낡고 오래된 PC를 찾고 있는 모양이지만, 그 목적은 불명.
연구소 멤버 넘버 005
- 우루시바라 루카 (성우: 코바야시 유우)

16세. 마유리와는 같은 반 친구. 겉모습은 누가봐도 가련하고 예의바른 정진정명의 미소녀(하지만 남자).
야나바야시 신사의 외동아들로, 아버지의 부탁으로 평상시 무녀복을 입고 있다.
오카베에게는 '루카코'라고 불리고 있으며 제자로써 임명되어있다.
오카베의 중2병 설정에 휘말려 어울리고 있다보니, 여러가지로 고생 중이지만 본인은 진지하게 수행으로써 받아들이고 있다.
상당한 부끄러움쟁이로 마유리에게 언제나 코스프레를 해달라고 부탁받지만 거절하고 있다.
연구소 멤버 넘버 006
- 본명: 아키하 루미호 가명: 페이리스 냥냥 (성우: 모모이 하루코)

17세. 아키하바라에 있는 메이드 카페 '메이퀸 냥냥'에서 최고의 인기를 누리고 있는, 조금은 짖궃은 성격의 메이드.
마유리와는 아르바이트 동료 사이다. 자유분방한 성격으로 언제나 말끝에 '냥'이라는 어미를 붙이고 있다.
오카베와는 죽이 잘 맞아서 언제나 그의 중2병 설정에 맞춰주고 있지만, 그것이 지나쳐 오히려 가끔은 오카베 본인이 감당 못할 정도.
'라이넷 배틀'이라는 카드게임에 상당히 강해서, 전 세계에서 통할 정도의 레벨이라고 하지만, 공식대회에는 일부러 출전하고 있지 않다.
연구소 멤버 넘버 007
- 아마네 스즈하 별명: 알바 전사(성우: 타무라 유카리)

18세. 미래 가제트 연구소와 같은 건물에 있는 브라운관 공방에서 일하는 아르바이트생.
항상 기운 넘치고 활발하며 친해지기 쉬운 성격의 소녀.
남의 일에 깊게 파고들지는 않지만 자신이 흥미를 느낀 것에는 성격이 급변하여 적극적으로 파고드는 타입이다.
다소 알기 힘든 단어나 유행이 지난 말투를 쓰거나, 일상적인 상식이 결여된 면모를 보여주기도 한다.
브라운관 공방에서 아르바이트를 시작한 것으로 미래가제트 연구소의 멤버들과도 친해지게 된다.
다만, 어째서인지 크리스만은 싫어하고 있는 모양.
연구소 멤버 넘버 008
- 텐노지 유고 (성우: 테라소마 마사키)

32세. 신장 187cm, 체중 86kg. 혈액형은 O형.
미래 가제트 연구소 아래, 빌딩 1층에서 '브라운관 공방'을 경영하고 있는 중년 남성. 오카베에게 '미스터 브라운'이라고 불리고 있다. 브라운관과 딸 나에를 각별히 사랑해, 액정이나 나에에 조금이라도 건드는 자에 대해서는 분노를 표출한다. 화나게 하면 용서 없이 제재를 가하기도 하지만, 기본적으로 도량이 넓고 상냥한 성격을 하고 있다. 또, 빌딩의 오너이기도 하기 때문에, 차용자 오카베에게 있어서는 신경쓰이는 존재이지만, 저렴한 임대료로 공간을 빌려주거나 입주 축하와 브라운관 TV를 양보하기도 한다.
- 텐노지 나에 (성우: 야마모토 아야노)

신장 137cm, 체중 31kg. 혈액형은 A형.
유고(미스터 브라운)의 외동 딸로 사립 초등학교에 다니는 6학년. 아버지의 가게인 브라운관 공방에 때때로 얼굴을 비춘다.
기본적으로 어른스러운 성격으로, 이야기의 초기에는 오카베나 하시다의 조금 위험한 언동에 무서워 버렸기 때문에, 오카베에게 '시스터 브라운'혹은 '소동물'이라고 불리고 있었다.
- 닥터 나카바치 (성우: 오가타 미츠루)

43세. 신장 171cm, 체중 75kg. 혈액형은 A형.
많은 특허, 노벨상을 획득하고 있다고 자칭하는 물리학자. 라디오 회관에서 타임 트래블 이론을 발표했는데 존 타이토의 파쿠리가 아닐까 하는 오카베에게 이의를 제기받는다.

## 평가
패미통 어워드 2009의 우수상 수상 작품으로 유일하게 《패미통》의 크로스 리뷰에서 평가받지 못하고 있다. 한편, 《패미통 Xbox360》에서는 리뷰어 마츠이 무네타츠, 이시이 젠지, 토츠카 겐이치가 10점 만점 중 9점, 롤링 우치사와가 10점 만점 중 7점이라는 높은 평가를 주었다.
게임이 발매된 후, 입소문을 통해 그 스토리가 평가되어 인기가 퍼졌다고 한다.
패미통의 기념호인 제1234호에서의 기념 기획 '독자가 선택하는 올 장르 게임 베스트'(지금까지 나온 모든 게임의 랭킹)에 있어서 '어드벤처편'으로 명작을 누르고 '1위'를 획득해, 입소문의 인기를 재차 증명하는 형태가 되었다.
4Gamer.net의 독자 리뷰에서는 게재 기간인 발매일로부터 1년간 유저 스코어 100점 만점 중 99점의 고득점을 획득해 종합 1위를 유지했다. 2011년 5월 현재 본작과 동등한 유저 스코어를 낸 소프트는 나오지 않았다.
애니메이션은 헤이세이 23년도 문화청 미디어 예술제에서 애니메이션 부문/장편(극장 공개·TV 애니메이션·OVA) 심사 위원회 추천 작품 27작 중의 하나로 선택되었다.

## 애니메이션
2011년 4월부터 9월까지 독립 UHF방송국 계열과 AT-X 등의 방송사를 통해 방영되었다. 대한민국에서는 애니플러스가 일본어 음성에 한국어 자막을 덧씌운 형태로 제공되었다. 기본적으로 원작 게임의 스토리에 따른 내용으로 영상화되어 트루 엔딩에 이르기까지의 이야기가 그려졌다. 다만 일부 원작 게임에서 보지 않아도 클리어 가능한 이벤트 등은 잘라졌다.
2011년 문화청 미디어 예술제 심사 위원회 추천 작품 애니메이션 부문/장편(극장 공개·텔레비전 애니메이션·OVA)에 선택되어, 2011년 10월에 오카베 린타로가 Newtype×마치★아소비 애니메이션 어워드 2011 캐릭터 부문 남성상을 수상했다.
다음 번 예고는 텔레비전 방송이 아니라, YouTube 로 전달하는 형식이 취해졌다. 최종화의 방송 후 직후에는 방송과 공식 사이트를 통해 극장판의 제작이 고지되었다.
2013년에 《극장판 슈타인즈 게이트: 부하영역의 데자뷰》가 공개되었다.
2015년 3월 28일에는, '신작 발표회 in 트위터 캐스'에서 원작의 속편 《Steins;Gate 0》의 제작이 발표. 이와 연동해 같은 해 7월부터 TOKYO MX와 BS11에서 재방송(TOKYO MX에서는 재방송, BS11에서는 첫 방송)에서 제23화의 일부 장면을 '제로'의 세계선으로 이어지는 신작 파트로 교체한 '제23화(β)'가 사전 예고 없이 방송되었다. 본래 제24화는 방송되지 않고, 다음 주에 특별 프로그램 'Making of STEINS; GATE 0 ~ 끝과 시작의 조각~'이 방송되고 방송 종료되었다. 이 '제23화(β)'는, 2016년 2월 5일에 발매한 Blu-ray BOX에 수록되었다. 재방송 개시 당초에는 신작 파트의 예정은 없고, 시쿠라 치요마루의 추억으로부터 기획이 시작되어, 제작 결정한 시점에서 이미 제5화를 방송한 근처였다.

## 같이 보기
- 유럽 입자 물리 연구소
- 디스토피아
- IBM 5100
- 존 티토